# Liste der Monuments historiques in Barbonne-Fayel
Die Liste der Monuments historiques in Barbonne-Fayel führt die Monuments historiques in der französischen Gemeinde Barbonne-Fayel auf.

## Liste der Immobilien
| Bezeichnung          | Beschreibung      | Standort                 | Kennzeichnung | Schutzstatus | Datum | Bild           |
| -------------------- | ----------------- | ------------------------ | ------------- | ------------ | ----- | -------------- |
| Dolmen des Mardelles | jungsteinzeitlich | östlich des Ortes (Lage) | PA00078581    | Classé       | 1921  | weitere Bilder |

## Liste der Objekte
| Bezeichnung                     | Beschreibung                                                                       | Standort                                  | Kennzeichnung | Schutzstatus | Datum | Bild |
| ------------------------------- | ---------------------------------------------------------------------------------- | ----------------------------------------- | ------------- | ------------ | ----- | ---- |
| Kirchenbänke                    | Holz, Anfang des 19. Jahrhunderts                                                  | in der Kirche St-Pierre-et-St-Paul (Lage) | PM51002732    | Inscrit      | 1978  |      |
| Gemälde Mariä Himmelfahrt       | Ölfarbe auf Leinwand, 18. Jahrhundert                                              | in der Kirche St-Pierre-et-St-Paul (Lage) | PM51002734    | Inscrit      | 1978  |      |
| Gemälde Heiliger Nikolaus       | Holz, 17. Jahrhundert (im Bild links)                                              | in der Kirche St-Pierre-et-St-Paul (Lage) | PM51002738    | Inscrit      | 1978  |      |
| Gemälde Heiliger Antonius       | Holz, 17. Jahrhundert (im Bild rechts)                                             | in der Kirche St-Pierre-et-St-Paul (Lage) | PM51002737    | Inscrit      | 1978  |      |
| Kreuzigungsgruppe               | ehemals auf dem Triumphbogen; Holz, 19. Jahrhundert                                | in der Kirche St-Pierre-et-St-Paul (Lage) | PM51002731    | Inscrit      | 1978  |      |
| Handwaschschüssel               | Kupfer, 18. Jahrhundert                                                            | in der Kirche St-Pierre-et-St-Paul (Lage) | PM51002733    | Inscrit      | 1978  |      |
| Skulptur Heilige Katharina      | Holz, 16. Jahrhundert                                                              | in der Kirche St-Pierre-et-St-Paul (Lage) | PM51002736    | Inscrit      | 1978  |      |
| Gefallenendenkmal               | mit Skulptur; Holz, Stein, Papier, zweites Viertel des 20. Jahrhunderts            | in der Kirche St-Pierre-et-St-Paul (Lage) | PM51003677    | Inscrit      | 2017  |      |
| Grabinschrift für Maître Adenet | Stein, bezeichnet 1609; dreisprachig ausgeführt                                    | in der Kirche St-Pierre-et-St-Paul (Lage) | PM51002740    | Inscrit      | 1978  |      |
| Marienaltar                     | rechter Seitenaltar; Altartisch und Retabel; Holz, farbig gefasst, 18. Jahrhundert | in der Kirche St-Pierre-et-St-Paul (Lage) | PM51002730    | Inscrit      | 1978  |      |
| Skulptur Madonna mit Kind       | Stein, 15. Jahrhundert                                                             | in der Kirche St-Pierre-et-St-Paul (Lage) | PM51002739    | Inscrit      | 1978  |      |
| Skulptur einer Heiligen         | Holz, 18. Jahrhundert                                                              | in der Kirche St-Pierre-et-St-Paul (Lage) | PM51002735    | Inscrit      | 1978  |      |
| Hauptaltar                      | Altartisch; Marmor, Anfang des 19. Jahrhunderts                                    | in der Kirche St-Pierre-et-St-Paul (Lage) | PM51000062    | Classé       | 1970  |      |